# Tomás Borge
Tomás Borge Martínez (Matagalpa, 13 de agosto de 1930 — 30 de abril de 2012) grafado como Thomas Borge foi o último cofundador vivo da Frente Sandinista de Libertação Nacional (FSLN) na Nicarágua e foi ministro do Interior da Nicarágua durante uma das administrações de Daniel Ortega. Ele também foi um renomado estadista, escritor e político. Tomás Borge também ocupou os títulos de vice-secretário e presidente da FSLN,  membro do Parlamento da Nicarágua e do Congresso Nacional, e o embaixador do Peru. Considerado um linha-dura, liderou a "prolongada guerra popular" dentro da FSLN, e manteve estas ideologias até sua morte.

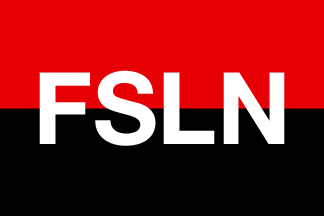
Bandeira da FSLN.

Em 2010, declarou em uma entrevista: 
| “ | Estou orgulhoso de ser um Sandinista, para continuar a ser fiel à bandeira vermelha e preta de nosso partido, para continuar a ser fiel à nossa organização revolucionária; e morrer orgulhoso de levantar a frente, e não ter sido desleal para com os meus princípios, nem desleal com os meus amigos nem meus companheiros, nem com a minha bandeira, nem com meus gritos de guerra | ” |

## Morte
Em 30 de abril, Rosario Murillo, coordenadora do Conselho de Comunicação e Cidadania noticiou sua morte que teria ocorrido as 20:55 horas naquela noite. No momento da sua morte Borge tinha 81 anos e mantido a sua atividade política exercendo o cargo de embaixador em Lima, Peru.
Foi enterrado no mausoléu de Carlos Fonseca.

## Bibiliografia
- Castro, Fidel; y Borge, Tomás (2009): Un grano de maíz: conversación con Fidel Castro. Managua: Aldilá, 243 págs. ISBN 9992408759
- Borge, Tomás (1989): La historia de Maizgalpa. Tambor de Tacuarí. Buenos Aires: Colihue, 1989. 22 págs. ISBN 9505816111.